# Kazacsinszkojei járás

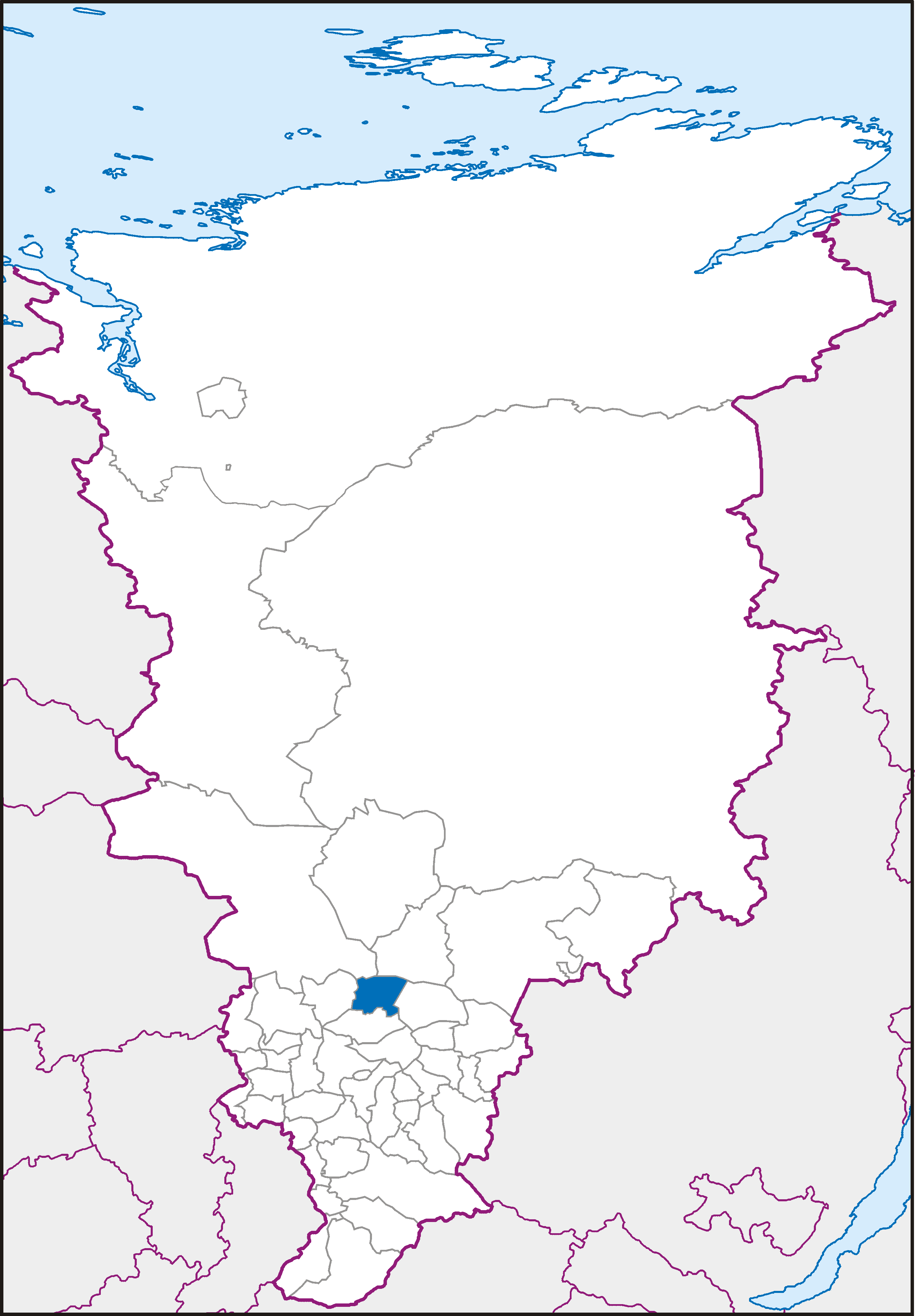
A Kazacsinszkojei járás a Krasznojarszki határterületen

A Kazacsinszkojei járás (oroszul: Казачинский район) Oroszország egyik járása a Krasznojarszki határterületen. Székhelye Kazacsinszkoje.

## Népesség
- 1989-ben 16 015 lakosa volt.
- 2002-ben 12 732 lakosa volt, melynek 9,6%/a tatár, 9%-a csuvas.
- 2010-ben 11 427 lakosa volt.